# Bodžnúrd
Bodžnúrd (persky شهر بجنورد‎) je hlavní město íránské provincie Severní Chorásán. Nachází se v nadmořské výšce 1 070 metrů nad mořem a podle posledního sčítání v roce 2006 mělo 174 724 obyvatel. Hlavními národnostními menšinami jsou Turkmeni a Kurdové.

## Historie
Město bylo založeno v 16. století. V roce 1929 bylo postiženo zemětřesením.